# Lisa Matviyenko
Lisa Matviyenko (* 6. Oktober 1997) ist eine deutsche Tennisspielerin. Ihre Schwester Eva Lys spielt ebenfalls Tennis.

## Karriere
Matviyenko, die mit acht Jahren das Tennisspielen begann, bevorzugt dabei laut ITF-Profil Hartplätze. Sie gewann bislang drei Einzeltitel auf dem ITF Women’s Circuit.
Ihr bislang letztes internationale Turnier spielte Matviyenko im August 2021. Sie wird daher nicht mehr in der Weltrangliste geführt.

## Turniersiege (im Einzel)
| Nr. | Datum             | Turnier    | Kategorie   | Belag | Finalgegnerin        | Ergebnis      |
| --- | ----------------- | ---------- | ----------- | ----- | -------------------- | ------------- |
| 1.  | 28. Mai 2017      | Antalya    | ITF $15.000 | Sand  | Georgia Crăciun      | 6:3, 1:6, 7:5 |
| 2.  | 16. Juli 2017     | Amstelveen | ITF $15.000 | Sand  | Ana Sofía Sánchez    | 7:65, 6:2     |
| 3.  | 19. November 2017 | Antalya    | ITF $15.000 | Sand  | Magdaléna Pantůčková | 6:3, 1:6, 7:5 |